# Ilja Igorewitsch Tschuikow
Ilja Igorewitsch Tschuikow (russisch Илья И́горевич Чуйков; * 27. Februar 1998 in Podolsk) ist ein russischer Eishockeyspieler mit der Staatsbürgerschaft der Vereinigten Arabischen Emirate, der seit 2023 bei den Abu Dhabi Storms in der Emirates Ice Hockey League unter Vertrag steht.

## Karriere
Ilja Tschuikow begann seine Karriere als Eishockeyspieler in der Jugendabteilung des HK Witjas in seiner Heimatstadt Podolsk. Nachdem er die Juniorenjahre vorwiegend in der Molodjoschnaja Chokkeinaja Liga verbracht hatte, spielte er 2019/20 bei Kryschani Wowky Kiew in der ukrainischen Liga. 2020 wechselte er in die Vereinigten Arabischen Emirate, wo er zunächst einige Spiele für Abu Dhabi Shaheen absolvierte und anschließend drei Jahre für die Abu Dhabi Scorpions auf dem Eis stand. Seit 2023 spielt er bei den Abu Dhabi Storms in der Emirates Ice Hockey League.

### International
Nach seiner Einbürgerung vertrat Tschuikow die Vereinigten Arabischen Emirate bei den Weltmeisterschaften der Division III 2022, als er als Torschützenkönig und bester Spieler seiner Mannschaft maßgeblich zum Aufstieg beitrug, sowie der Division II 2023, 2024 und 2025, als er zweitbester Vorlagengeber hinter dem Niederländer D’Artagnan Joly war.

## Erfolge und Auszeichnungen
- 2022 Aufstieg in die Division II, Gruppe B, bei der Weltmeisterschaft der Division III, Gruppe A
- 2022 Torschützenkönig bei der Weltmeisterschaft der Division III, Gruppe A
- 2023 Aufstieg in die Division II, Gruppe A, bei der Weltmeisterschaft der Division II, Gruppe B